# Kék hullabogár
A kék hullabogár (Necrobia violacea) a szúfarkasfélék családjába tartozó, Eurázsiában és Észak-Amerikában honos, elhullott állatokkal táplálkozó bogárfaj.

## Megjelenése
A kék hullabogár testhossza 4-5 mm, testalkata megnyúlt. Teste és lábai fémes kék színűek, csápjai feketék. Felső felszíne durván szőrözött. Feje rézsútosan lefelé irányul, szemei nagyok és domborúak, csápjainak utolsó szelvényei bunkósan megvastagodnak. Előháta (pronotum) kb. alsó harmadánál a legszélesebb, sarkai lekerekítettek, felszíne sűrűn, erősen pontozott. A szárnyfedők mindenütt szélesebbek az előhátnál, a vállak lekerekítettek, felszíne ennek is erősen pontozott. Lábai rövidek, erőteljesek. 

### Hasonló fajok
A hosszúszőrű törpeszúfarkas nagyon hasonlít hozzá, de annak csápja kevésbé bunkós, feje szélesebb, szárnyfedői kevésbé pontozottak. 

## Elterjedése
Eurázsiában (a Brit-szigetektől Japánig) és Észak-Amerikában honos, általánosan elterjedt, helyenként gyakori faj. 

## Életmódja
Mind az imágó, mind a lárvája többnyire elhullott állatok tetemén található, ahol részben a tetem anyagaival, részben a kifejlődött légylárvákkal és más rovarokkal táplálkoznak. A lárva a légybábokba is beveszi magát és a bejáratot fehér váladékkal zárja le. Kiszáradt maradványokon, csontokon, száradó haltetemeken, állati eredetű élelmiszereken is előfordul. Néha más körülmények között, pl. cincérlárvák járataiban is megtalálhatók. Az imágók nyár végén, ősz elején bújnak elő a bábból és áttelelnek. 

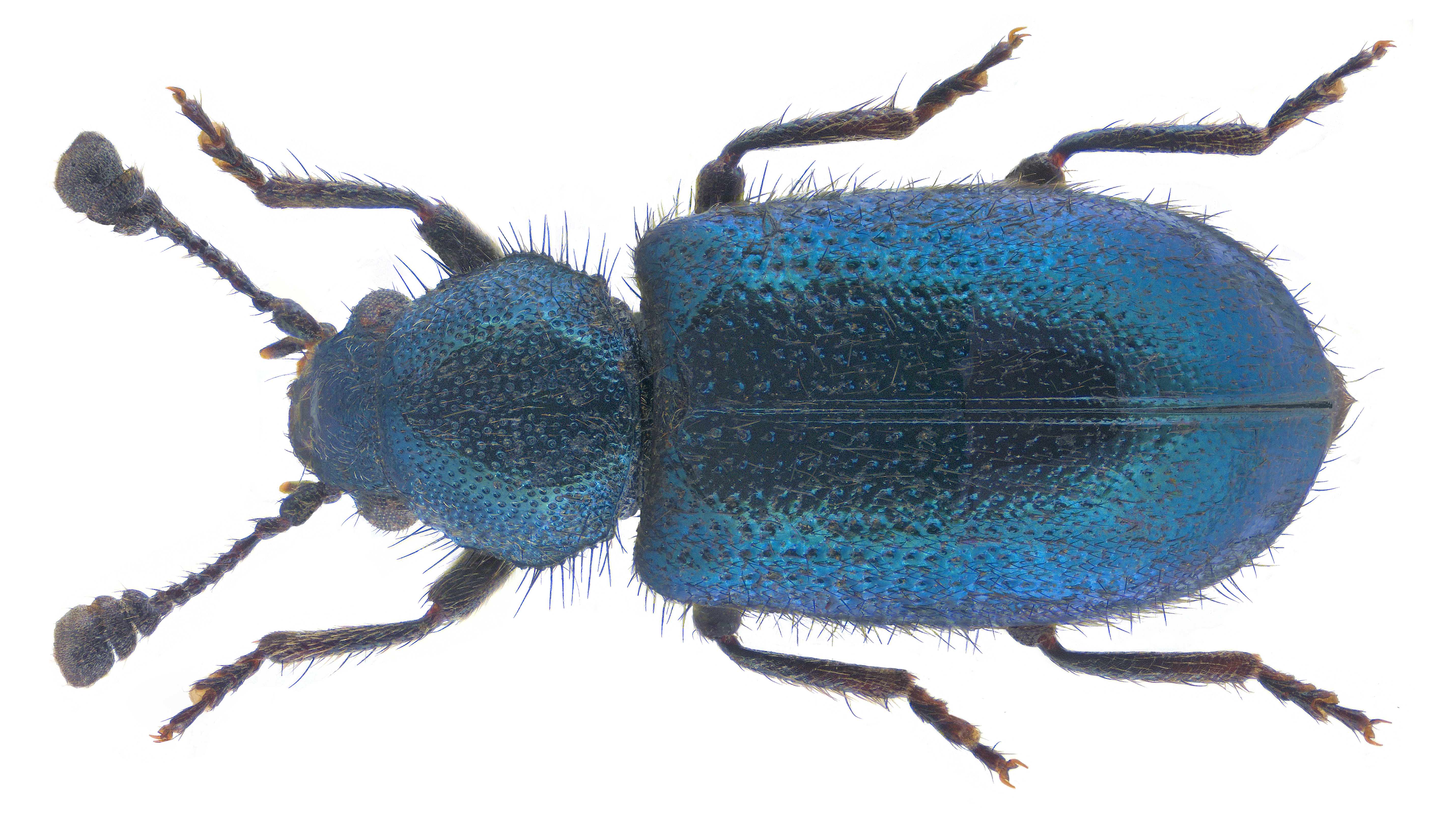
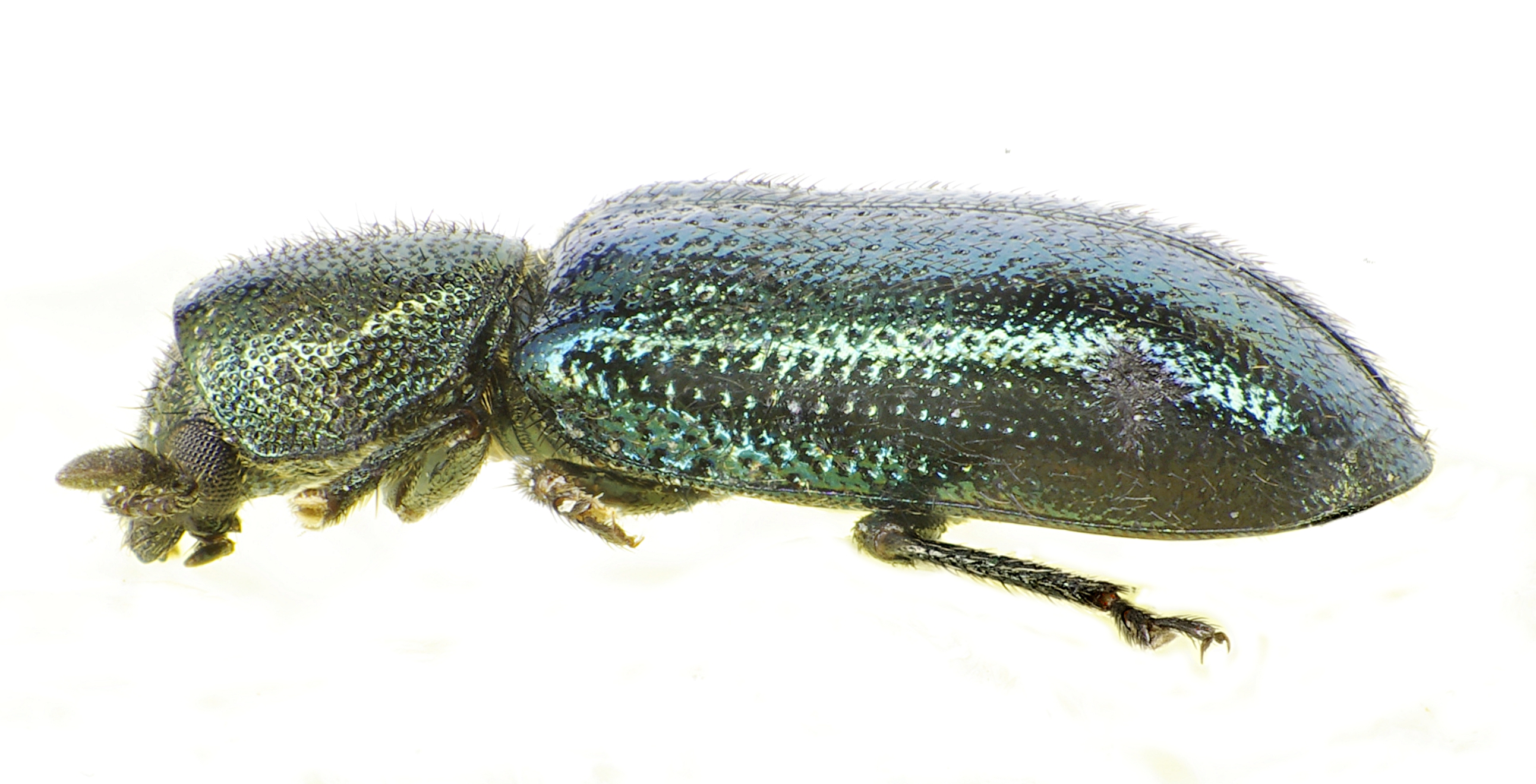
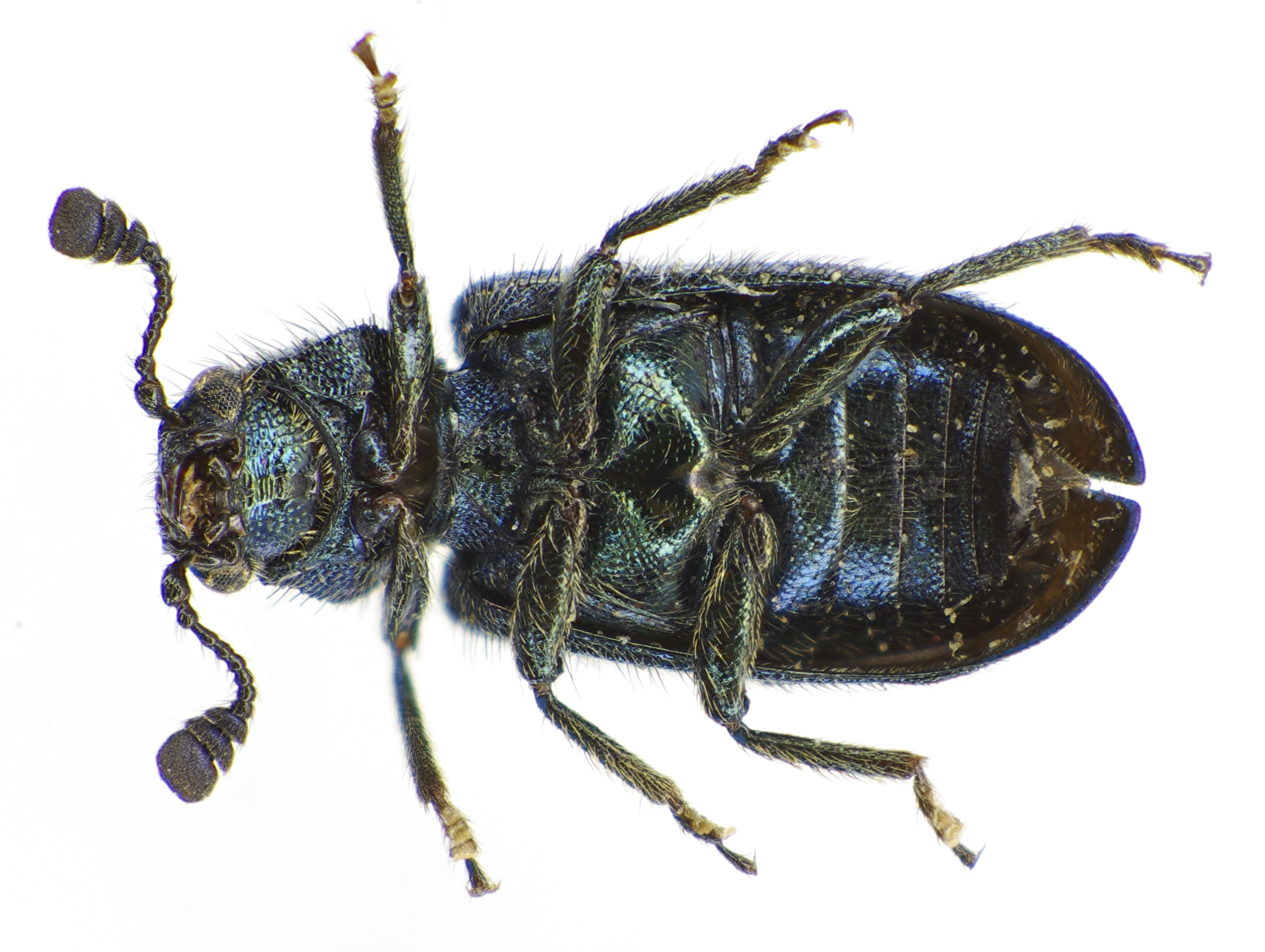
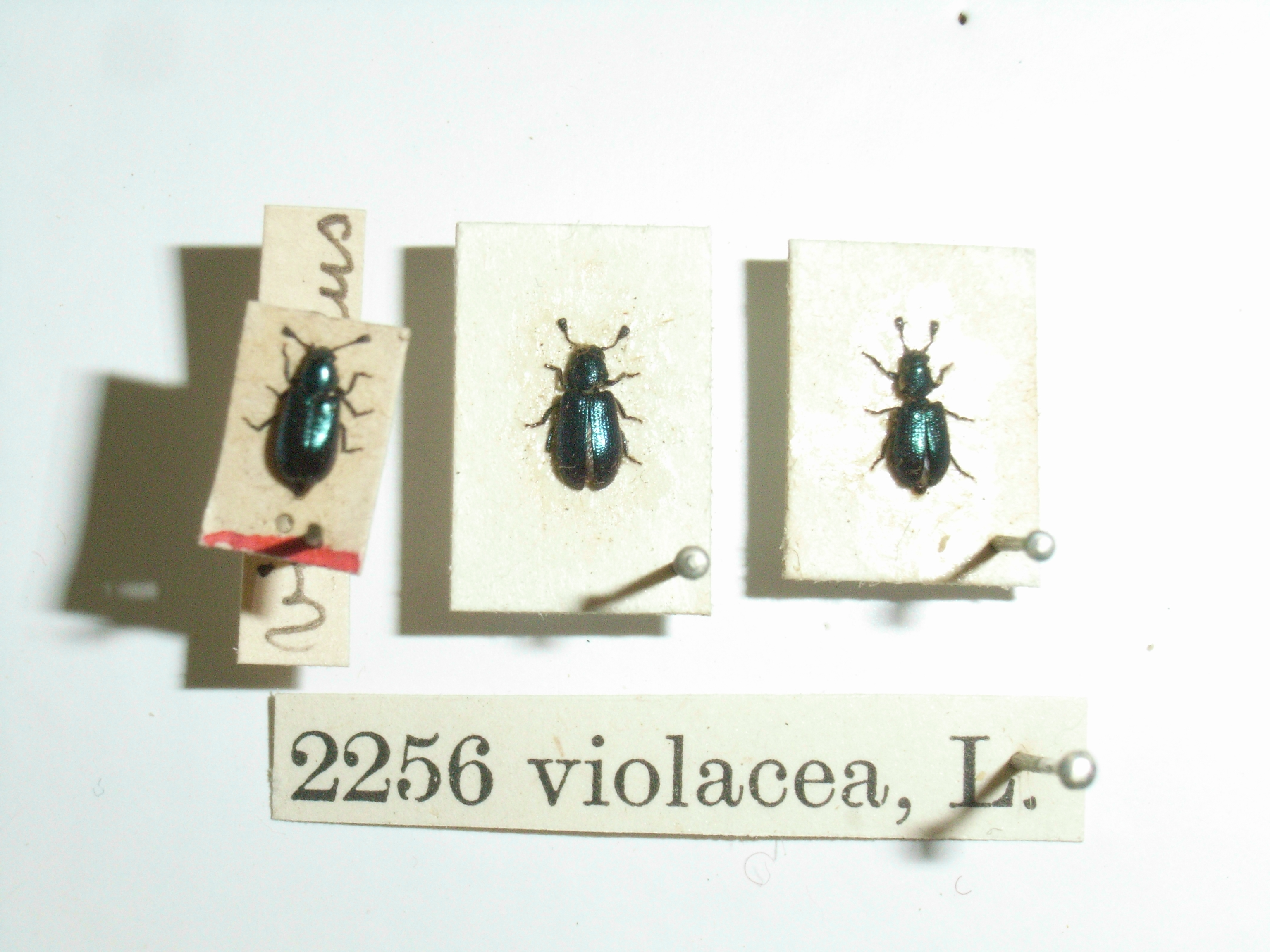

Magyarországon nem védett.